# Phaeogenes hebe
Phaeogenes hebe är en stekelart som först beskrevs av Cresson 1867.  Phaeogenes hebe ingår i släktet Phaeogenes och familjen brokparasitsteklar. Inga underarter finns listade i Catalogue of Life.